# Чжунтяошаньская операция

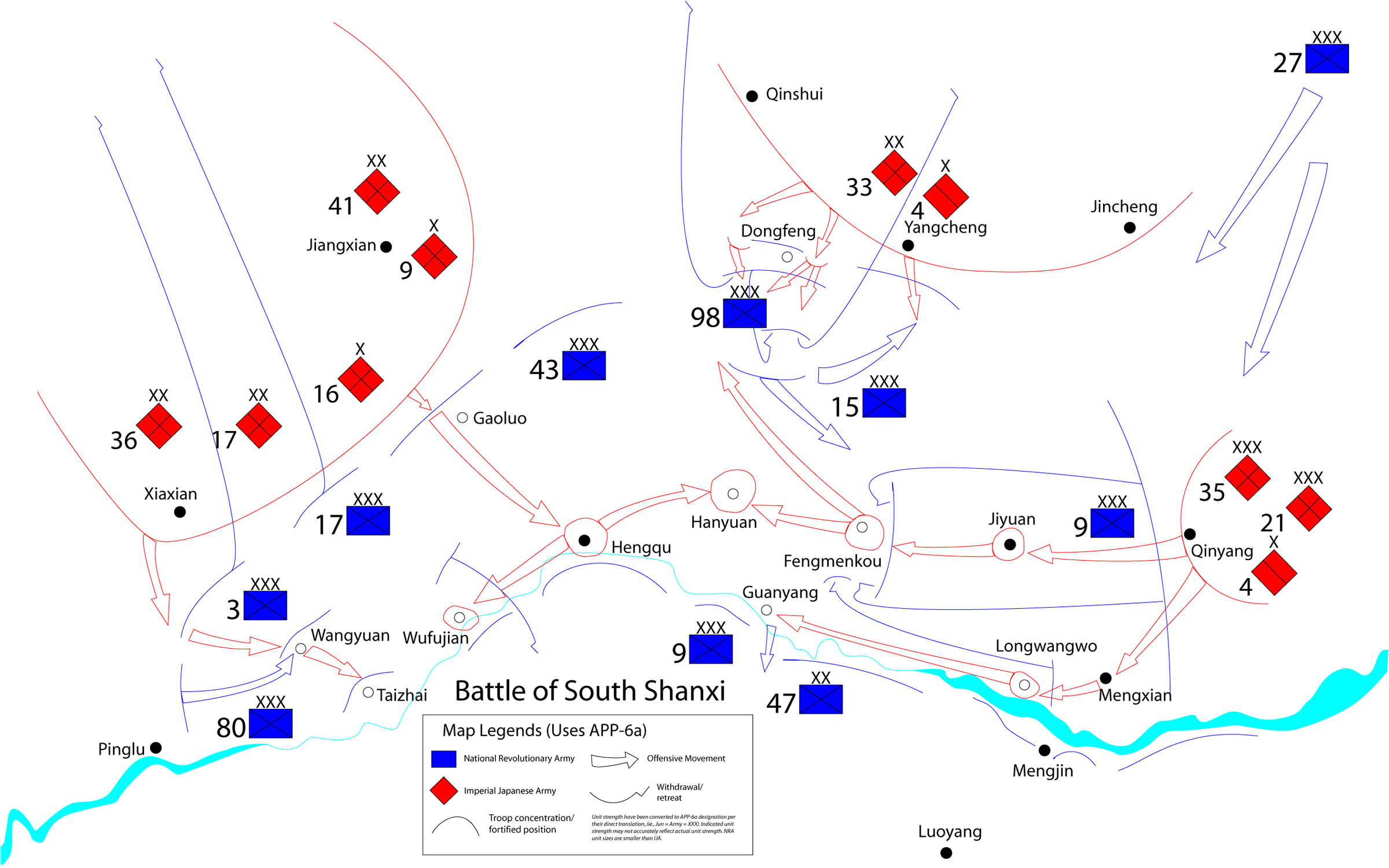
Карта операции

Чжунтяошаньская операция (кит. 中條山會戰) — военная операция японских войск во время японо-китайской войны (1937—1945), проведённая с 7 по 12 мая 1941 года, в результате которой были разбиты китайские войска в южной части провинции Шаньси.
Позиции китайских войск в южной части провинции Шаньси, особенно в районе Чжунтяошаньских гор на северном берегу реки Хуанхэ, имели большое оперативное значение. Они прикрывали Датун-Пучжоускую железную дорогу и угрожали флангу и тылу японских войск, наступавших на Сиань вдоль Лунхайской железной дороги. Чжунтяошаньские горы также имели символическое значение как самая большая территория к северу от Хуанхэ, все еще находившаяся под полным контролем гоминьдановского Китая. Японские войска делали неоднократные попытки овладеть Чжунтяошаньскими позициями, но все эти попытки терпели неудачу.
7 мая 1941 года японское командование предприняло новую попытку овладеть Чжунтяошаньскими позициями. Для наступления была создана крупная группировка войск, общей численностью около 100 тысяч солдат и офицеров. 
Наступление начали одновременно две группы войск: одна — из района севернее Маоцзиньчжэня на восток, другая — из района севернее Цзиюаня на запад. Севернее и северо-западнее Цзишаньсяня особая группа японских войск наступала двумя колоннами на юг. Первая колонна двигалась от Цзишаньсяня на Вэньси, Маоцзиньчжэнь, вторая — от Цзяньсяня на Юаньцюй с целью выхода к северному берегу реки Хуанхэ. Колонна, наступавшая на Юаньцюй, была наиболее сильной и прикрывалась с воздуха авиацией. 8 мая она захватила Юаньцюй и рассекла китайские позиции на две части. От Юаньцюя японцы продолжали продвигаться двумя колоннами; одна продвигалась к Цзиюаню, чтобы соединиться в этом районе со своими войсками, а другая наступала с той же целью на Маоцзиньчжэнь. 11 мая японские войска заняли переправы на Хуанхэ.
Гоминьдановские войска, не оказывая сопротивления, начали отход на север. Часть войск, находившаяся восточнее дороги Цзяньсянь — Юаньцюй, отошла в район Циньшуй — Янчэн — Гаопин, другая часть, которая осталась западнее дороги Цзяньсянь — Юаньцюй, отошла в северо-западном направлении в район Хэцзинь — Гучжэнцунь.
После овладения Чжунтяошаньскими позициями японские и марионеточные войска начали 12 мая наступательные операции против партизанских районов.
В результате китайские войска потерпели крупное поражение, потеряв 42 000 убитыми и 35 000 пленными. Японские боевые потери составили примерно от 6000 до 7000 человек.
Это поражение нанесло тяжелый удар по гоминьдановскому правительству и было названо Чан Кайши «величайшим позором в истории антияпонской войны».